# Raouf Ben Amor
Pour les articles homonymes, voir Raouf Ben Amor (football) et Ben Amor.
Raouf Ben Amor (arabe : رؤوف بن عمر), né le 24 décembre 1946 à Tunis, est un acteur tunisien.

## Biographie

### Formation
Il suit ses études secondaires au Collège Sadiki, où il se joint à la chorale. En 1964, à la suite de la participation de la chorale à l'une des présentations théâtrales scolaires, il est repéré par Mohsen Ben Abdallah qui l'intègre dans la troupe. Ayant obtenu un baccalauréat littéraire, il continue ses études supérieures à la faculté des lettres et des sciences humaines de Tunis, en section d'anglais, et adhère en parallèle au centre dramatique universitaire où il participe à une pièce qui reçoit en 1969 le premier prix au Festival international du théâtre universitaire à Istanbul. Le ministre de la Culture de l'époque décerne une bourse d'études à ceux qui ont participé à la pièce, ce qui permet à Ben Amor de continuer ses études supérieures au City Literary Institute (en) de Londres et d'enrichir son expérience à travers le théâtre anglais.

### Carrière

#### Théâtre
De retour en Tunisie, il co-fonde en 1972 le Théâtre du Sud de Gafsa, avec Fadhel Jaziri, Fadhel Jaïbi, Mohamed Raja Farhat et Mohamed Driss. Il y joue le rôle de Jha dans la pièce Jha wal charq al Hair, mais aussi Borni wal Atra.
Il participe par la suite à plusieurs expériences théâtrales dont le Théâtre Phou avec Raja Ben Ammar et Moncef Sayem (1980), le théâtre-cinéma Tamthil Klem avec son complice Taoufik Jebali, puis le Théâtre national tunisien dans Iaïchou Shakespeare. À El Teatro, fondé par Jebali et Zeyneb Farhat, il monte sur les planches dans Mémoire d'un dinosaure et la série théâtrale de onze épisodes baptisée Klem Ellil, avec la complicité de Jebali, Kamel Touati et Mahmoud Larnaout.
- 1972 : Goha et l'Est embrouillé de Hamadi Ben Othman
- 1973 : Borni & Atraa de Mohamed Raja Farhat, Fadhel Jaïbi et Fadhel Jaziri
- 1977 : Les Héritiers
- 1978 : Le Mariage et l'enquête
- 2004 : Les Paroles de la nuit de Taoufik Jebali
- 2008 : Le Journal d'un dinosaure de Taoufik Jebali et Rached Mannai
- Mohamed Ali Hammi de Mohamed Raja Farhat et Fadhel Jaïbi
- Jazia de Tahar Guiga, Samir Ayadi et Abdel Rahmane al-Abnoudi
- Ismaïl Pacha de Taoufik Jebali et Mohamed Driss

#### Cinéma
- 1971 : Et demain... ? de Brahim Babaï
- 1975 : Le Messie (Il Messia) de Roberto Rossellini : Judas
- 1980 :
  - C'est pas moi, c'est lui de Pierre Richard : le chef rebelle
  - Aziza d'Abdellatif Ben Ammar : Ali
- 1986 : Pirates de Roman Polanski : le gardien du manège
- 1988 : Frantic de Roman Polanski : Docteur Metlaoui
- 1989 : La Barbare de Mireille Darc
- 1990 :
  - Halfaouine, l'enfant des terrasses de Férid Boughedir : le client du coiffeur
  - Mort subite produit par Rai 2
- 1991 : Écrans de sable de Randa Chahal Sabbagh : le chef des hommes de main
- 1992 : Deceptions de L.J. Munkler : l'acteur
- 1993 : La Guerre du Golfe... et après ? de Nouri Bouzid
- 1995 : La Danse du feu de Salma Baccar
- 1997 :
  - Le Policier de Tanger (Tangier Cop) de Stephen Whittaker (en) produit par Channel 4 : le directeur du casino
  - Tunisiennes de Nouri Bouzid : Majid
- 2005 : Junun de Fadhel Jaïbi
- 2006 :
  - Fleur d'oubli de Salma Baccar : Monsieur Mokhtar
  - La télé arrive de Moncef Dhouib
- 2009 : Cinecittà (ar) d'Ibrahim Letaïef
- 2010 : Baydha (Tabou) de Meriem Riveill (court métrage)
- 2011 : Or noir de Jean-Jacques Annaud : le théologien de Sa Majesté
- 2016 : Éclipses (Khousouf) de Fadhel Jaziri
- 2017 :
  - L'Amour des hommes de Mehdi Ben Attia : Taïeb
  - El Jaida de Salma Baccar
  - Tunis by Night d'Elyes Baccar : Youssef Ben Younes

#### Télévision
- 1981 : L'Arme au bleu de Maurice Frydland (téléfilm) : El Kakdar
- 1989 : Les Gens : Radhi
- 1990 : Quelle histoire de Hamadi Arafa (série)
- 1992 : Confession de la dernière pluie (série)
- 1994 : Warda (série)
- 1995 : The Vacillations of Poppy Carew de James Cellan Jones (téléfilm) : Mustafa
- 1995-1996 : El Khottab Al Bab de Slaheddine Essid, Ali Louati et Moncef Baldi : Si Chedly
- 2008 :
  - Sayd Errim d'Ali Mansour (série)
  - Villa Jasmin de Ferid Boughedir (téléfilm) : Ben Romdane père
- 2009 : Aqfas Bila Touyour (ar) d'Ezzeddine Harbaoui (série)
- 2013 :
  - Layem de Khaled Barsaoui (série)
  - Awled Lebled de Selim Benhafsa (pilote de série)
- 2014-2015 : Naouret El Hawa de Madih Belaïd : Raouf Berhouma
- 2016 : Warda w Kteb d'Ahmed Rjeb (série) : l'écrivain Borhen Ben Othman
- 2017 :
  - Flashback de Mourad Ben Cheikh (série, saison 2)
  - Nsibti Laaziza de Slaheddine Essid et Younes Ferhi (série, invité d'honneur de l'épisode 2 de la saison 7) : Adnen Boumiza (peintre)
- 2018 : Tej El Hadhra de Sami Fehri
- 2019 : El Maestro de Lassaad Oueslati
- 2020 :
  - 27 de Yosri Bouassida[2]
  - Galb El Dhib (ar) de Bassem Hamraoui[3]
- 2021 :
  - El Foundou de Saoussen Jemni : Mokhtar, le père de Yahia
  - Machair  (saison 2) de Muhammet Gök : le ministre (invité d'honneur du dernier épisode)

Avec ses rôles, il incarne souvent le « beldi de la TV ».

#### Émissions
- 2020 :
  - 90 minutes de Hédi Zaiem (ar) : invité de l'épisode 2 de la saison 3
  - Des/Confinés de Maya Ksouri : invité de l'épisode 28
  - Carthage Stories : invité de l'épisode 1
- 2021 : Labès de Naoufel Ouertani : invité de l'épisode 8 (partie 4)

#### Vidéos
- 2013 : spot publicitaire pour El Hiwar El Tounsi
- 2014 :
  - spot publicitaire pour Tunisie Télécom
  - Marat d'Ali Louati et Anouar Brahem
- 2017 : apparition dans le clip Yamma Lasmer Douni d'Asma Othmani, réalisé par Zied Litayem
- 2019 : Netfakker (Je me rappelle) d'Anouar Brahem

### Responsabilités
En parallèle à ses activités artistiques, Ben Amor occupe des postes à responsabilité dans des institutions culturelles. Il est notamment membre du conseil d'administration du centre culturel d'Hammamet et du Théâtre national tunisien, ainsi que directeur du Tabarka Jazz Festival (1978) et du Festival international de Carthage (2005).
Membre de plusieurs commissions du ministère de la Culture, il préside la commission culturelle chargée du spectacle d'ouverture et du programme culturel de la coupe d'Afrique des nations organisée à Tunis (2004) et celle chargée du spectacle d'ouverture du championnat du monde de handball organisée aussi à Tunis (2005).
Gérant de Caméleon Productions, il est également directeur de l'animation et de la communication du Consortium tuniso-koweïtien du développement (chaîne Abou Nawas, 1980-1995).

## Distinctions
- Premier prix au Festival international du théâtre universitaire (Istanbul, 1969)[5] ;
- Officier de l'Ordre des Arts et des Lettres (France, 1990)[1] ;
- Prix national des arts et lettres (Tunisie, 1997)[1] ;
- Commandeur de l'Ordre national du Mérite (Tunisie, 1999)[6] ;
- Prix du meilleur interprète masculin au Festival international du film du Caire (Égypte, 2017)[7],[8].